# Scinax duartei
Scinax duartei är en groddjursart som först beskrevs av Lutz 1951.  Scinax duartei ingår i släktet Scinax och familjen lövgrodor. IUCN kategoriserar arten globalt som livskraftig. Inga underarter finns listade i Catalogue of Life.